# Cryptonanus ignitus
A cuíca-pequena-de-ventre-vermelho (Cryptonanus ignitus) era uma espécie de marsupial da família Didelphidae. A espécie era conhecida apenas da localização-tipo em Jujuy, Argentina. O espécime-tipo foi coletado em 1962 na região de "Yuto", sendo somente descrito como uma nova espécie por Díaz e colaboradores em 2002. Inicialmente foi descrita no gênero Gracilinanus, entretanto, estudos posteriores demonstraram que o gênero era polifilético, passando várias espécies, inclusive o C. ignitus, para o gênero Cryptonanus. Toda a região ao redor da localização-tipo foi desmatada para a expansão agrícola e industrial. A espécie foi declarada extinta pela IUCN, devido as fracassadas buscas na região por novos espécimes nos últimos 44 anos.